# David Hirschel Fraenkel
David Hirschel Fraenkel (geboren 1707 in Berlin; gestorben am 4. April 1762 ebenda) war ein deutscher Juwelier und Rabbiner. Fraenkel war langjähriger Oberrabbiner Berlins, Talmudist, Lehrer und Förderer Moses Mendelssohns.

## Leben
David Fraenkel stammte aus der angesehenen Familie Mirels (und wurde daher auch David Mirels genannt). Er lebte zunächst als Juwelier in Hamburg und Berlin. Wegen seiner großen Talmudgelehrsamkeit wurde er als Landesrabbiner nach Dessau berufen, wo Moses Mendelssohn sein Schüler wurde. Ab 1743 amtierte er bis zu seinem Tod als Oberlandes- und Stadtrabbiner in Berlin.
Fraenkel wandte sich von der herrschenden Pilpul-Methode ab und kehrte zur sachgemäßeren, „einfachen“ Erklärungsweise der älteren Talmudausleger zurück. Darüber hinaus studierte er intensiv den Jerusalemer Talmud und bewirkte eine kleine Renaissance des Studiums dieses bis dahin vernachlässigten Werkes.
Fraenkel wandte sich gegen die Auswüchse des so genannten Judeneides und leistete damit einen Beitrag zu seiner späteren gänzlichen Aufhebung.

## Familie
Sein Enkel war Jonas Fraenckel, der Stifter des Jüdisch-Theologischen Seminars in Breslau.

## Schriften (Auswahl)
- Schejare korban (Ordnung Moed des Jer. Talmuds plus Kommentar und Erläuterungen), Dessau 1743
- Schejare korban (Ordnung Naschim), Berlin 1757
- Schejare korban (Ordnung Nesiqin), Berlin 1760 (nicht vollständig)